# Masters de Chine
Pour l’article homonyme, voir Masters de Chine de snooker.
Ne doit pas être confondu avec Open de Chine (badminton).
Le  Masters de Chine (ou China Masters en anglais) est un tournoi annuel international de badminton créé en 2005 et porté par la Fédération chinoise de badminton (CBA). Il s'agit du 2e tournoi professionnel le plus important en Chine juste après l'Open de Chine et l'un des plus importants du calendrier international de la BWF qui le classe dès sa création dans la catégorie la plus prestigieuse (World Grand Prix 6 étoiles).

## Historique
Après une 1re édition organisée à Pékin, le tournoi déménage dès 2006 à Chengdu. Cette 2e édition marque aussi l'introduction officielle du nouveau système de comptage des points (sets de 21 points) que le tournoi est le premier de cette importance à utiliser.
En 2007, le tournoi intègre la nouvelle catégorie des BWF Super Series. L'année suivante, le tournoi change à nouveau de destination et s'installe à Changzhou pour 10 ans. Cependant, en 2014, le tournoi est rétrogradé en catégorie Grand Prix Gold. 
En 2018, il réintègre le circuit principal du BWF World Tour en catégorie Super 750 à l'occasion de la réforme du calendrier mondial. Pour l'occasion, le tournoi déménage à Fuzhou (en échange avec l'Open de Chine qui récupère Changzhou) et est renommé en Fuzhou China Open.
Après 3 années d'annulations successives entre 2020 et 2022 liées aux conséquences de la pandémie de Covid-19 sur les calendriers internationaux, le tournoi est prévu en 2023 à Shenzhen.

## Palmarès
| Année                    | Lieu                                                   | Simple hommes                                          | Simple dames                                           | Double hommes                                          | Double dames                                           | Double mixte                                           |                                                        |
| ------------------------ | ------------------------------------------------------ | ------------------------------------------------------ | ------------------------------------------------------ | ------------------------------------------------------ | ------------------------------------------------------ | ------------------------------------------------------ | ------------------------------------------------------ |
| 2005                     | Pékin                                                  | Lin Dan                                                | Zhang Ning                                             | Xie Zhongbo Guo Zhendong                               | Du Jing Yu Yang                                        | Zhang Jun Gao Ling                                     |                                                        |
| 2006                     | Chengdu                                                | Chen Jin                                               | Wang Lin                                               | Jens Eriksen Martin Lundgaard Hansen                   | Gao Ling Huang Sui                                     | Xie Zhongbo Zhang Yawen                                |                                                        |
| BWF Super Series         |                                                        |                                                        |                                                        |                                                        |                                                        |                                                        |                                                        |
| 2007                     | Chengdu                                                | Lin Dan                                                | Xie Xingfang                                           | Cai Yun Fu Haifeng                                     | Liliyana Natsir Vita Marissa                           | Zheng Bo Gao Ling                                      |                                                        |
| 2008                     | Changzhou                                              | Sony Dwi Kuncoro                                       | Zhou Mi                                                | Markis Kido Hendra Setiawan                            | Cheng Shu Zhao Yunlei                                  | Xie Zhongbo Zhang Yawen                                |                                                        |
| 2009                     | Changzhou                                              | Lin Dan                                                | Wang Shixian                                           | Guo Zhendong Xu Chen                                   | Du Jing Yu Yang                                        | Tao Jiaming Wang Xiaoli                                |                                                        |
| 2010                     | Changzhou                                              | Lin Dan                                                | Wang Xin                                               | Cai Yun Fu Haifeng                                     | Wang Xiaoli Yu Yang                                    | Tao Jiaming Tian Qing                                  |                                                        |
| 2011                     | Changzhou                                              | Chen Long                                              | Wang Shixian                                           | Jung Jae-sung Lee Yong-dae                             | Huan Xia Tang Jinhua                                   | Xu Chen Ma Jin                                         |                                                        |
| 2012                     | Changzhou                                              | Chen Long                                              | Wang Yihan                                             | Chai Biao Zhang Nan                                    | Zhong Qianxin Bao Yixin                                | Xu Chen Ma Jin                                         |                                                        |
| 2013                     | Changzhou                                              | Wang Zhengming                                         | Liu Xin                                                | Ko Sung-hyun Lee Yong-dae                              | Wang Xiaoli Yu Yang                                    | Zhang Nan Zhao Yunlei                                  |                                                        |
| BWF Grand Prix Gold      |                                                        |                                                        |                                                        |                                                        |                                                        |                                                        |                                                        |
| 2014                     | Changzhou                                              | Lin Dan                                                | Liu Xin                                                | Kang Jun Liu Cheng                                     | Luo Ying Luo Yu                                        | Lu Kai Huang Yaqiong                                   |                                                        |
| 2015                     | Changzhou                                              | Wang Zhengming                                         | He Bingjiao                                            | Li Junhui Liu Yuchen                                   | Tang Jinhua Zhong Qianxin                              | Liu Cheng Bao Yixin                                    |                                                        |
| 2016                     | Changzhou                                              | Lin Dan                                                | Li Xuerui                                              | Lee Yong-dae Yoo Yeon-seong                            | Luo Ying Luo Yu                                        | Xu Chen Ma Jin                                         |                                                        |
| 2017                     | Changzhou                                              | Tian Houwei                                            | Aya Ohori                                              | Chen Hung-ling Wang Chi-lin                            | Bao Yixin Yu Xiaohan                                   | Wang Yilyu Huang Dongping                              |                                                        |
| BWF World Tour Super 750 |                                                        |                                                        |                                                        |                                                        |                                                        |                                                        |                                                        |
| 2018                     | Fuzhou                                                 | Kento Momota                                           | Chen Yufei                                             | Marcus Fernaldi Gideon Kevin Sanjaya Sukamuljo         | Lee So-hee Shin Seung-chan                             | Zheng Siwei Huang Yaqiong                              |                                                        |
| 2019                     | Fuzhou                                                 | Kento Momota                                           | Chen Yufei                                             | Marcus Fernaldi Gideon Kevin Sanjaya Sukamuljo         | Yuki Fukushima Sayaka Hirota                           | Wang Yilyu Huang Dongping                              |                                                        |
| 2020 2021 2022,          | Éditions annulées en raison de la pandémie de Covid-19 | Éditions annulées en raison de la pandémie de Covid-19 | Éditions annulées en raison de la pandémie de Covid-19 | Éditions annulées en raison de la pandémie de Covid-19 | Éditions annulées en raison de la pandémie de Covid-19 | Éditions annulées en raison de la pandémie de Covid-19 | Éditions annulées en raison de la pandémie de Covid-19 |
| 2023                     | Shenzhen                                               | Kōdai Naraoka                                          | Chen Yufei                                             | Liang Weikeng Wang Chang                               | Nami Matsuyama Chiharu Shida                           | Zheng Siwei Huang Yaqiong                              |                                                        |
| 2024                     | Shenzhen                                               | Anders Antonsen                                        | An Se-young                                            | Jin Yong (zh) Seo Seung-jae                            | Liu Shengshu Tan Ning                                  | Feng Yanzhe Huang Dongping                             |                                                        |